# في الخارج هناك
في الخارج هناك (بالإنجليزية: Outside Over There)‏, وهو كتاب مصور للأطفال كتبه ورسمه موريس سينداك. يتعلق الأمر بفتاة صغيرة تدعى إيدا، والتي يجب أن تنقذ أختها الرضيعة بعد أن سُرقت من قِبل العفاريت. وصف سينداك (في الخارج هناك) بأنه جزء من ثلاثة اجزاء من الكتب التي تعتمد على التطوير النفسي تبداء من مرحلة الطفولة في كتاب «في مطبخ الليل» (In the Night Kitchen) إلى مرحلة ماقبل المدرسة في كتاب «وير ذا وايلد ثينكز ار» (Where the Wild Things Are) إلى مرحلة ماقبل المراهقة في كتاب «في الخارج هناك» (Outside Over There).